# Michael Bradley
Michael Sheehan Bradley (* 31. července 1987, Princeton, USA) je americký hráč fotbalu. V současnosti je kapitánem Toronta i americké reprezentace.
Bradley je s platem ve výši 6 milionů dolarů 3. nejlépe placeným hráčem MLS.

## Mládí
Bradley se narodil v Princetonu v New Jersey. Je synem Boba Bradleyho, bývalého kouče amerického národního týmu a Swansea.
Když byl jeho otec koučem Princetonské univerzity, bydlel v Penningtonu.
Michael strávil svoje mládí v Palatine v Illinois, když jeho otec trénoval tým Chicago Fire. V té době hrál za juniorský tým Sockers FC. Později se účastnil programu týmu USA U17, za který 2 roky hrál.

## Klubová kariéra

### MetroStars
Před opuštěním Bradentonu podepsal Bradley smlouvu Project-40 s MLS, který mu zajistil místo v superdraftu MLS 2004. Bradley byl z 36. místa draftován do týmu MetroStars, který v té době trénoval jeho otec Bob.
V první sezoně kvůli zranění neodehrál ani jeden zápas, ale v další sezoně odehrál 30 ze 32 zápasů. Chvíli poté, co byl jeho otec propuštěn, vstřelil svůj první gól. Bylo to v posledním kole proti Chivas, a díky tomu MetroStars postoupili do play-off.

### SC Heerenveen
V lednu 2006 se Bradley stal nejmladším hráčem MLS, který byl prodán do zahraničí. Za 250 000 dolarů byl prodán do nizozemského Heerenveenu.
Svůj první start si připsal 16. dubna 2006 v zápase proti Alkmaaru.
Poté, co Paul Bosvelt ukončil kariéru, Bradley dostal jeho pozici ve středu obrany. Bradley v Eredivisie skóroval 16× (20× v součtu všech soutěží).
V lednu 2008 Bradley pokořil rekord v počtu vstřelených gólů americkým hráčem v evropské nejvyšší soutěži. Rekord držel Brian McBride se svými 13 góly za Fulham. Bradley natáhl rekord na 18.

### Borussia Mönchengladbach

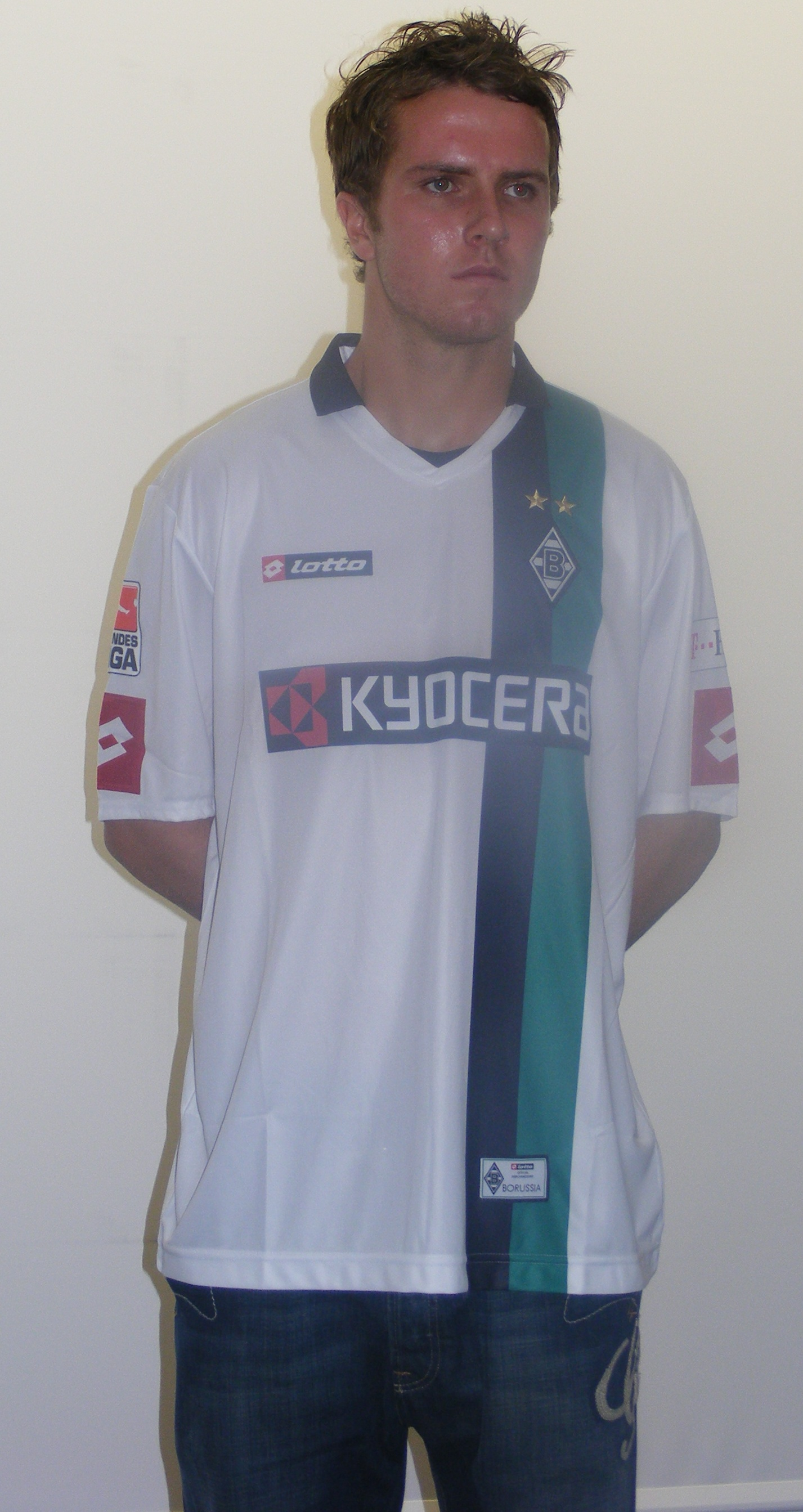
Bradley v roce 2008

31. srpna 2008 Bradley podepsal čtyřletý kontrakt s bundesligovým Mönchengladbachem za blíže nespecifikovanou částku.
První start si připsal 20. září proti Herthě Berlín. Poprvé skóroval 15. listopadu v zápase s Bayernem. Jeho gól v 81. minutě znamenal vyrovnání zápasu na 2:2.
Na začátku sezony 2009/10 byl po hádce s trenérem Frontzeckem suspendovám.
30. ledna 2011 odešel na hostování do Aston Villy.

#### Aston Villa (hostování)
Svůj první start si připsal 12. února 2011 v utkání s Fulhamem.
Za Aston Villu odehrál pouze 3 zápasy a na konci sezony mu vedení odmítlo prodloužit hostování.

### AC Chievo
Bradley do italského týmu přestoupil 31. srpna 2011. Svůj první start si připsal 18. září, když v druhém poločasu vystřídal Paola Sammarca. Poprvé skóroval 7. dubna 2012 v zápase s Catanií a pomohl týmu k 10. pozici v lize.

### AS Řím

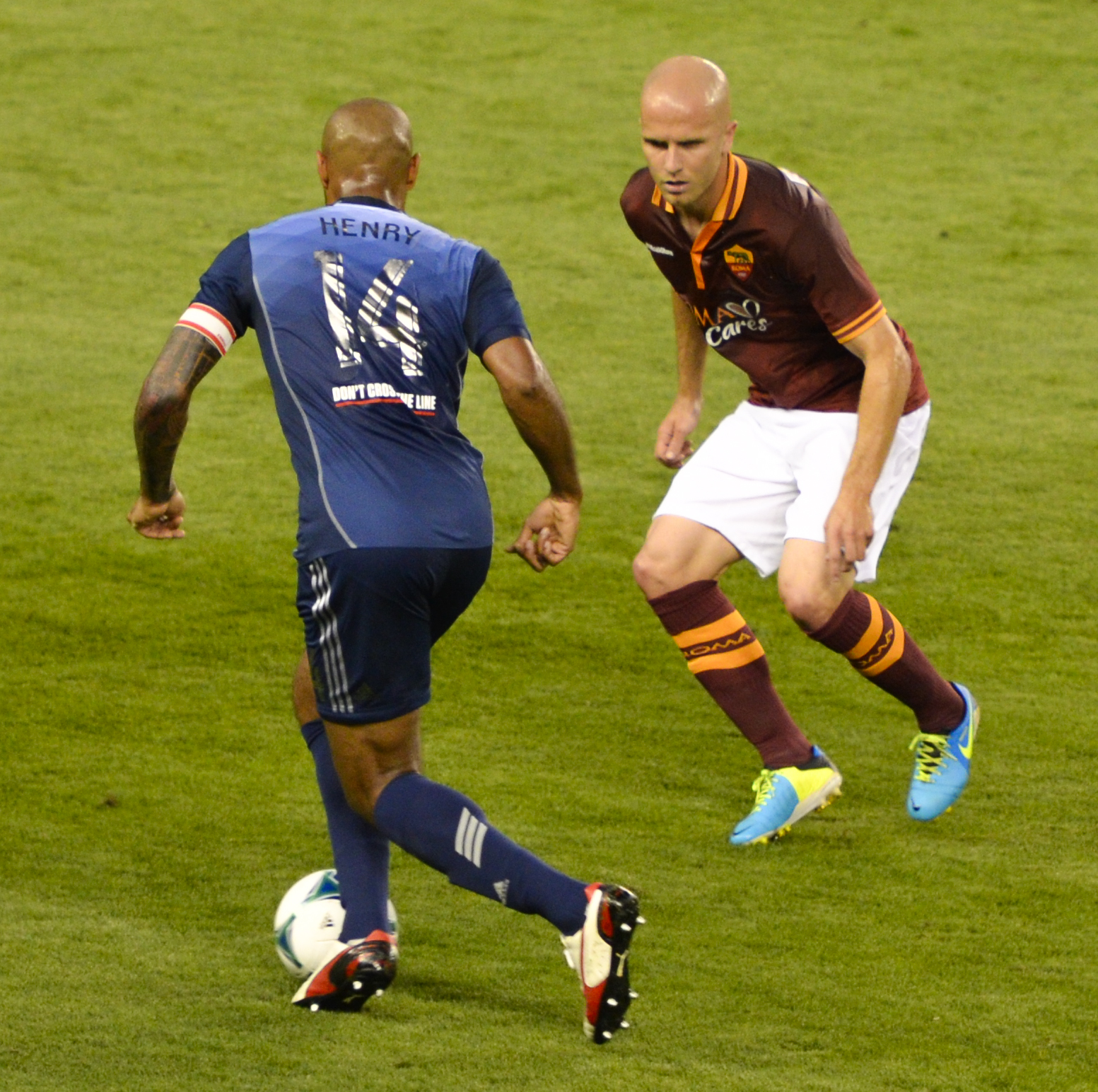
Bradley a Thierry Henry (2013)

Bradley 16. července 2012 podepsal čtyřletý kontrakt za přestupovou částku 3,75 milionů euro.
Svůj první start si připsal 17. července 2012 v přátelském utkání. Poprvé skóroval 25. července 2012 v přátelském utkání s Liverpoolem.
Svůj ligový debut odehrál 26. srpna v zápase s Catanií a připsal si asistenci na vyrovnávací gól na 2:2.
První gól vstřelil 7. prosince 2012, ve svém prvním zápase po svalovém zranění, v utkání s Atalantou.
6. srpna 2013 se zranil v utkání USA – Kostarika a vrátil se až 27. října v zápase s Udinese, které díky jeho gólu AS Řím vyhrál 1:0.

### Toronto FC

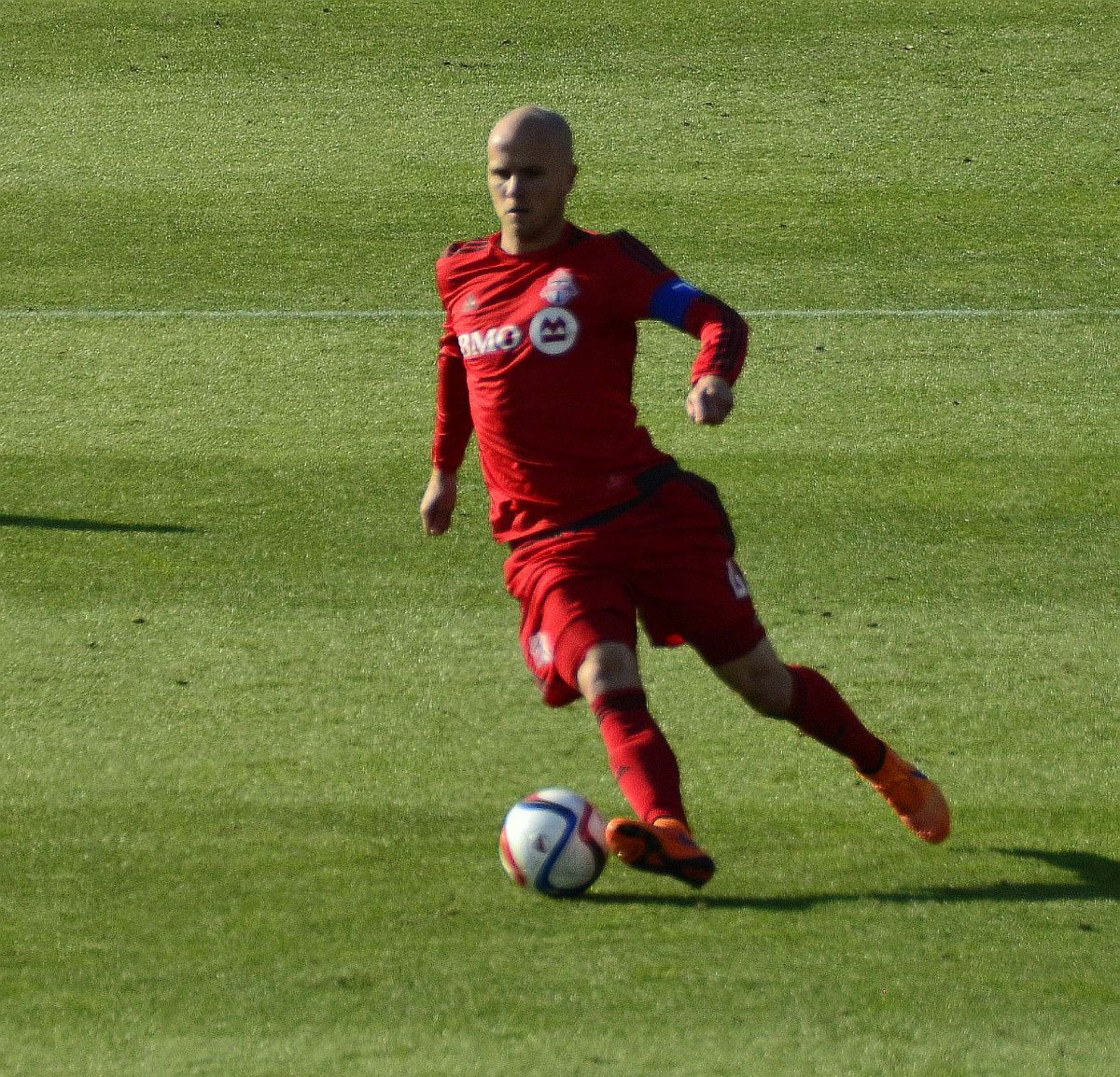
Bradley v roce 2015

AS Řím nabídlo Torontu Bradleyho za 10 milionů dolarů. Součástí dohody byla domluva obou týmů o odehrání několika přátelských utkání a zapojení hráčů Toronta do tréninkového centra AS Řím.
Bradley odehrál první zápas 15. března 2014 proti Seattlu. Poprvé skóroval 5. dubna proti Columbusu.
Pro sezonu 2015 byl jmenován kapitánem týmu.
V play-off 2016 pomohl týmu porazit Montreal a získat prvenství ve východní konferenci.